# Bolivia i olympiska sommarspelen 1992
Bolivia deltog i de olympiska sommarspelen 1992 med en trupp bestående av 13 deltagare, men ingen av landets deltagare erövrade någon medalj.

## Cykling
Herrarnas sprint
- Pedro Vaca

Herrarnas tempolopp
- Pedro Vaca

## Friidrott
Herrarnas 5 000 meter
- Policarpio Calizaya
  - Heat — 15:02,02 (→ gick inte vidare)

Herrarnas 10 000 meter
- Policarpio Calizaya
  - Heat — 30:27,01 (→ gick inte vidare)

Herrarnas maraton
- Juan Camacho — 2:26,01 (→ 57:e plats)

Damernas 200 meter
- Jacqueline Soliz
  - Heat — gick inte vidare

Damernas 400 meter
- Jacqueline Soliz
  - Heat — gick inte vidare

Damernas 10 000 meter
- Sandra Cortez
  - Heat — startade inte (→ gick inte vidare)

Damernas 4 x 400 meter stafett
- Jacqueline Soliz, Sandra Antelo, Gloria Burgos och Moré Galetovic
  - Heat — gick inte vidare

## Judo
Herrar
- Erick Bustos
- Carlos Noriega